# Jeannot Reiter
Jeannot Reiter (14 ottobre 1958) è un ex calciatore lussemburghese, di ruolo attaccante.

## Carriera

### Club
Ha giocato nella massima serie lussemburghese con l'Etzella Ettelbruck.

### Nazionale
Dal 1978 al 1989 ha giocato 49 partite con la Nazionale lussemburghese.